# Decoupeerzaag

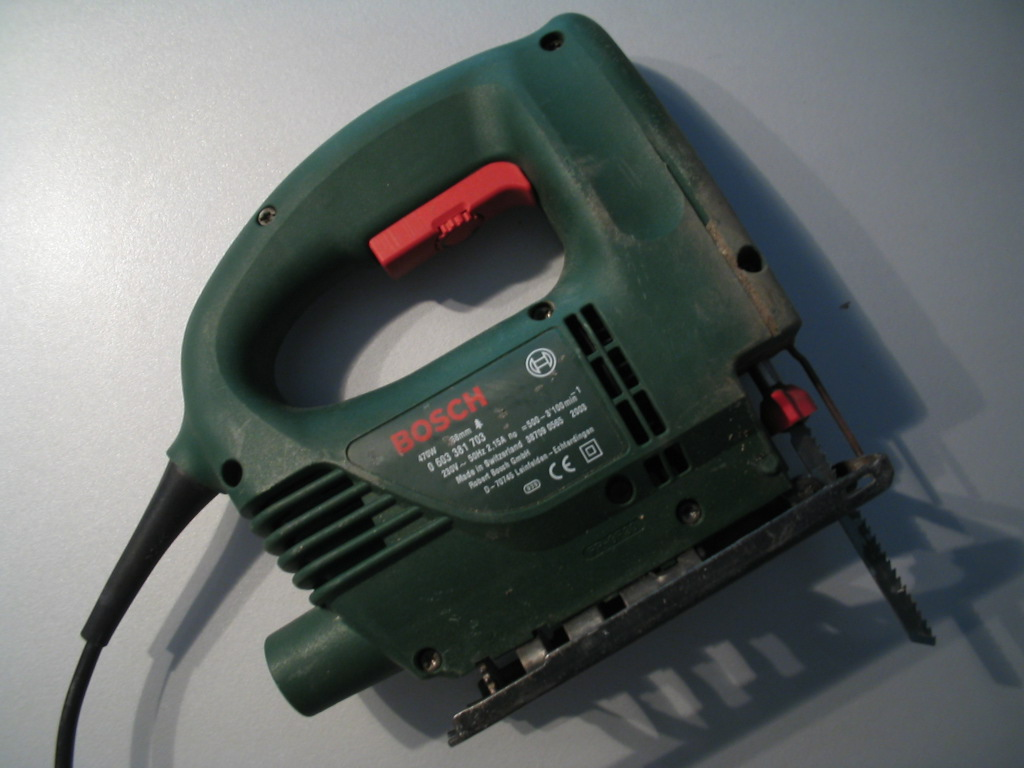
Een decoupeerzaag

Een decoupeerzaag is een kort zaagblad (5 à 10 cm lang, circa 1 cm breed) dat door middel van de elektromotor in een decoupeerzaagmachine op en neer bewogen wordt. De machine inclusief het zaagje wordt eveneens decoupeerzaag of ook wel wipzaag genoemd.
De zaag is geschikt om willekeurige vormen uit te kunnen zagen in plaatmateriaal tot enkele centimeters dik. Bij de meeste decoupeerzaagmachines is de voetplaat instelbaar tussen 45 en 90 graden, waardoor in verstek kan worden gezaagd. Bij sommige machines is het toerental regelbaar. Voor harde materialen wordt dan een laag toerental ingesteld om het warmlopen van het zaagblad te beperken. Met een decoupeerzaag kan niet dicht langs een obstakel, zoals een muur, worden gezaagd. Hier kan de ouderwetse schrobzaag of de reciprozaag uitkomst bieden.
Er zijn verschillende soorten zaagbladen te koop, voor verschillende toepassingen en materialen. Er zijn zaagjes voor hout, metaal, kunststof en steenachtige materialen, zoals bijvoorbeeld wandtegels. Er is ook keuze mogelijk uit grove en fijne tanden aan de zaag. Meestal zijn de tanden van het zaagje zo geplaatst dat ze het materiaal alleen verspanen als ze zich naar de machine toe bewegen. Daardoor ontstaan bij het zagen van hout splinters aan de rand bovenaan de zaagsnede, wat soms erg hinderlijk is in verband met verdere afwerking. Door aan de onderkant van het materiaal te zagen worden de splinters aan de 'bovenkant'  voorkomen. Men kan ook zaagjes kopen waarvan de tanden van de machine af zijn gericht zodat er aan de bovenkant geen splinters ontstaan. Bij het gebruik hiervan moet de machine wel stevig op het te zagen materiaal geduwd worden, anders gaat deze 'springen'.

## Trivia
- In het Engels heet de zaag jigsaw, vandaar het woord jigsaw puzzle (legpuzzel).
- Het Duitse woord voor decoupeerzaag is Stichsäge. Het Duitse woord Dekupiersäge is in het Nederlands een figuurzaagmachine.